# Brasero
Brasero（ブラセーロ）とは、GNOMEデスクトップ環境向けのCD／DVDライティングソフトウェアである。
このソフトウェアは以前、Bonfireという名称で開発されていた。
商品名は、CDを焼くことを、スペインおよびスペイン語圏の一部で用いられる火鉢に似た暖房器具 "brasero" に掛けて名付けられた。

## 機能
- 音楽CDの作成。

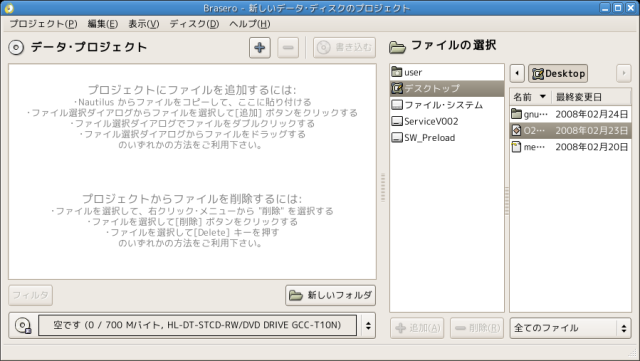
データCDの作成画面

- データCD／DVDの作成（右の画像参照）。
- CD／DVDのコピー作成。
- ISOイメージの書き込み。